# 치도약론
《치도약론》(治道略論)은 조선 말기 김옥균이 도로의 정비에 관련된 모든 문제를 정리한 논설로 정비 계획의 방향을 제시하고 내용을 기술한 1책의 필사본으로, 치도약론(治道略論), 치도약칙(治道略則), 발문으로 구성되어 있어 치도규칙(治道規則)으로 알려져 있다.

## 내용
《치도약론》은 규장각 한국학연구원에서 보관 중인 치도규칙의 총 9장으로, 치도약론과 치도약칙은 각 4장씩이며 김옥균이 쓴 것이고, 발문은 1장으로 당시 주일청국공사였던 중국인 여서창(黎庶昌, 1837~1896)이 쓴 것이다. 김옥균은 이 책에서 ‘나라를 부강시키려면 산업을 개발해야 하고, 산업을 개발하려면 치도를 먼저 해야 한다’고 주장하였다.
《치도약론》은 등록문화재  제565호로 등록되어 있듯이 당시의 도로 정비 인식과 조선시대 도로 정비의 역사를 보여주는 귀중한 자료이다. 김옥균이 임오군란 후에 일본에 파견된 수신사 박영효(朴泳孝)를 수행하였던 1882년(고종 19) 11월에 집필한 것으로, 총 3,050자의 한문체로 되어 있다. 표제명은 ‘치도규칙 治道規則’이며, 통리교섭통상사무아문(統理交涉通商事務衙門)에서 목활자로 간행하였다.
이 논설은 『한성순보(漢城旬報)』 제26호(1884년 윤5월 1일자)의 국내사보(國內私報)에 게재되었을 뿐 아니라, 이보다 앞서 후쿠자와(福澤諭吉)가 동경(東京)에서 발행한 『시사신보(時事新報)』(1883년 1월 13일·15일)에 「김옥균의 상서(上書)」라는 제목으로 게재된 바 있었다.

## 같이 보기
- 김옥균
- 갑신정변
- 갑신일록

## 참고 자료
- 「근대 네이션과 그 표상들」, 교통론－좌절된 구상들, 황호덕 저, 소명출판(2005년, 196~197p)
- 「질병의 사회사」, 근대 위생의료체제, 신규환 저, 살림(2006년, 59~67p)